# El Cabrero
José Domínguez Muñoz, más conocido como El Cabrero (Aznalcóllar, provincia de Sevilla, 19 de octubre de 1944), es cantaor flamenco español.

## Biografía
Hijo de Carmen Muñoz Frías, natural de El Casar de Escalona y de José Domínguez Márquez de Alájar. Desde su infancia se dedicó al pastoreo de cabras, oficio que sigue ejerciendo a pesar de ser una de las figuras del flamenco más solicitadas en festivales y eventos relacionados con esta música. Comienza su andadura artística en 1972, con la compañía La Cuadra de Sevilla, realizando una gira por España y diversos países europeos. El éxito es tal que realiza una nueva gira, ahora en solitario, debutando en el Théâtre de l'Atelier de Ginebra, en el mes de marzo de 1973. Allí conoce a Elena Bermúdez, que se convirtió desde entonces en su compañera. Además de su productora y representante, es la autora o coautora de las letras de muchos de sus cantes más potentes y reivindicativos.
Graba su primer disco Así canta el Cabrero en 1975. En 1986 participa en el IX Concurso Nacional de Arte Flamenco de Córdoba, ganando los premios de soleá y malagueña. Su guitarrista desde el álbum Encina y cobre de 1988 y durante 12 años ha sido Paco del Gastor, sobrino de Diego del Gastor. Durante los años 80 es un fenómeno social y el cantaor más reclamado para festivales y peñas, por delante de El Lebrijano o Camarón. En 1988 la cadena francesa LaSept realiza el documental El Cabrero. El canto de la Sierra.

De esta suerte, El Cabrero desata su fantasía creadora por bulerías; hace música visible en la serrana con el cambio seguiriyero de María Borrico; pone su sensibilidad onubense al servicio de la problemática del ser humano; incorpora chorros de vitalidad bulearera al soneto de Borges o acerca su ideal de unidad musical entre el polo natural y la soleá apolá de Silverio.

Empero, El Cabrero sigue siendo, igualmente, un contrapeso fuerte al flamenco desnaturalizado o light, ya que nunca busca la inspiración en el cauce de unas contaminadas fuentes que, tras sucesivas desviaciones y canalizaciones comerciales, parecen ya agotadas, sino en el punto mismo donde brota el manantial de lo más hondo.
Manuel Martín Martín sobre el álbum París´94

En los 90 participa en festivales de world music donde comparte cartel con músicos como Gilberto Gil o Chick Corea. Se incorpora a la gira Secret World Tour de 1993 de Peter Gabriel, muy interesado por el flamenco gracias a su proyecto de 1990 para realizar un programa de televisión de difusión internacional de una hora llamado Magic Flamenco. El Cabrero vuelve a los escenarios europeos poco después, grabando durante su gira de 1994 el disco de directo París ´94.  En 1996 publica el álbum de tangos argentinos Sin Remache en que realiza una incursión en un género que continúa incorporando en sus conciertos, con las versiones de los temas El Orejano de Jorge Cafrune y también de Alberto Cortez y Horacio Guarany. En el año 2000 participa con la canción Como todo mortal en el disco de apoyo a Chiapas llamado Chiapas: los ritmos del espejo, editado por la CGT. En el año 2000 también participa en el programa documental sobre el flamenco de Canal Sur 2 La venta del duende, interpretando un fandango sobre la situación política de España en ese momento.  Además por motivos de afinidad ideológica colaboró con el grupo de rock protesta Reincidentes.  El grupo de rock Marea ha versionado el tema del Cabrero como Como el viento de Poniente para su álbum Besos del perro (2002). Esta versión hizo popular para el gran público ajeno al flamenco una de las coplas más célebres del Cabrero, por ser el tema de cierre del programa documental Diario de un nómada:

Empecé haciendo carreras
por atajos y veredas
muy estrechas para mí,
y decían mis vecinos
que llevaba mal camino
apartado del redil. 
Siempre fui esa oveja negra
que supo esquivar las piedras
que le tiraban a dar,
y entre más pasan los años
más me aparto del rebaño
porque no sé a donde va.
Letra de Como el viento de poniente (1996)

En 2012, emprende una gira para festejar sus 40 años de carrera musical. En 2016 anuncia que va a devolver los dos Premios Nacionales recibidos en el IX Concurso Nacional de Arte Flamenco después de que, al igual que en reiteradas ocasiones, el dossier e informe de prensa emitido por la organización del certamen omitiera su nombre dentro de la relación de los artistas participantes en este importante concurso, mostrando sin embargo su afecto por los aficionados cordobeses.
En enero de 2020 anuncia su retirada, en palabras suyas <<porque me duele el diafragma y el sombrero>>, celebrando el recital ‘Ni rienda ni jierro encima’ en una gira de despedida.

## Temática y censura
Se trata de un artista flamenco que como José Meneses y Enrique Morente incorpora en los cantes a los trabajadores del campo andaluces, los jornaleros o los pescadores y reflexiona sobre las perversas jerarquías sociales, la vacuidad de los políticos, las gracias y mercedes de los poderosos y la dignidad del individuo. Colaboró con Juan Manuel Sánchez Gordillo, militante independentista y andalucista de Izquierda Unida y parlamentario andaluz por Sevilla y tiene dedicada una calle en Marinaleda. Desde los años 70 colabora de manera ininterrumpida con el movimiento anarquista y con la Confederación Nacional del Trabajo (CNT) organización a la cual perteneció. 

Al pueblo de Andalucía, dale alas y volará. Que es un ave doloría, buscando la libertad que le han negao toa su vía…
Letra de Dale alas y volará - Fandangos de Huelva (1983)

En 1981 fue juzgado por desacato y agresión a la autoridad al haber arrebatado el arma a un guarda en Aznalcóllar por un incidente con la vereda por la que llevaba a sus cabras y en 1982 fue condenado a dos meses de cárcel (llevando a cumplir más de un mes) por blasfemar tras perder la voz en un concierto.

## En la cultura popular
El documental francés El Cabrero. El canto de la sierra de 1988 nunca fue emitido en España, pero sí en las cadenas de televisión de otros países. En 1993 el reportaje para Informe semanal sobre el éxito del Cabrero en la Fundación Womad se retira y nunca fue emitido por la militancia política del Cabrero.En 2024 se estrenó un documental titulado Mi patria es la libertad, que rinde homenaje a su vida y carrera, coincidiendo con su 80 cumpleaños.

## Textos en catálogos de arte
Ha participado en el catálogo del fotógrafo David Palacín para la Bienal de Dakar (2002) junto a los escritores José Ángel Barrueco, Mario Crespo, Óscar Esquivias, Álex Grijelmo y Marta Sanz, el músico y ministro de Cultura de Senegal Youssou N´Dour, el actor Martin Sheen, la poeta mexicana Roxana Elvridge-Thomas y el músico Diego Galaz.

## Discografía

### Estudio
- 1975 - Así canta El Cabrero (guit. José Cala el Poeta)
- 1976 - A esta tierra que es mi mare (guit. Eduardo de la Malena) [Reeditado en 1980 con el título Sé la hora por el sol]
- 1977 - Tierras duras (guit. Eduardo de la Malena)
- 1978 - A paso lento (guit. Pedro Bacán)
- 1980 - Luz de luna
- 1980 - A mí me llaman Cabrero (guit. Antonio Sousa)
- 1983 - Dale alas [Reeditado en 1992 bajo el título Fandangos de Huelva]
- 1983 - Que corra de boca en boca [Reeditado en 1992]
- 1988 - Encina y cobre
- 1988 - Le sigo cantando a Huelva
- 1989 - Por la huella del fandango
- 1991 - De la cuadra a la carbonería (guit. Paco del Gastor)
- 1996 - El Cabrero & Tango al Sur - Sin remache
- 1996 - Como el viento de poniente
- 1996 - Luz de luna
- 1998 - Un diálogo sin artificios
- 2008 - Por los caminos del viento
- 2011 - Pastor de nubes (guit. Rafael Rodríguez)
- 2018 - Ni rienda ni jierro encima

### Directo
- 1994 - París ´94 Como todo mortal (guit. Paco del Gastor)

### Recopilatorio
- 1989 - Grandes éxitos
- 1991 - 50 años de flamenco: 1940-1990, Vol. 2
- 2001 - Su gran antología [3 CDs]
- 2005 - Con rebeldía
- 2005 - Fandangos calañeses

## Premios y reconocimientos
- Castillete de Oro en el Festival de Cante de las Minas de La Unión. (2019)[24]
- Premios malagueña y soleá en Concurso Nacional de Arte Flamenco de Córdoba (1986)[5]